# Роковая красотка
«Роковая красотка», (фр. Hors de prix), другое название «Бесценная» (англ. Priceless) — художественный фильм французского режиссёра Пьера Сальвадори. Мировая премьера состоялась 13 декабря 2006 года. Премьерный показ в России состоялся 2 августа 2007 года. Фильм получил рейтинг «PG-13» за сцены с наготой и ситуации с сексуальным контекстом. Фильм был показан вне конкурсной программы Международного кинофестиваля в Ванкувере в 2007 году и на Международном кинофестивале в Санта-Барбаре в 2008 году.
Теглайн: «Никогда не знаешь, с кем проснёшься утром».

## Сюжет
Жан — обыкновенный человек. Он работает в роскошном отеле барменом, носильщиком, выгуливает собак состоятельных дам. Жан каждый день наблюдает, как богатые люди наслаждаются всеми прелестями жизни. Однажды судьба сталкивает его с Ирэн (Одри Тоту), привлекательной девушкой за тридцать. Она является типичной охотницей за богатыми мужчинами. Ирэн находит Жана, случайно уснувшего в кожаном кресле близ бара и принимает его за постояльца отеля. И когда тот приводит её в президентский номер, то Ирэн решает, что он богач. Используя свой талант бармена, Жан готовит девушке коктейли, и они проводят вместе ночь. Наутро Жан просыпается и обнаруживает, что Ирэн уже ушла. 
Спустя год они неожиданно сталкиваются снова. Ирэн на этот раз приезжает в отель в компании другого богача — Жака, с которым помолвлена. Ирэн и Жан тайно встречаются и снова проводят ночь вместе, но об их интрижке узнаёт Жак и разрывает помолвку с Ирэн. Девушка сразу же идёт к Жану, надеясь жить дальше уже за его счёт, но выясняет, что Жан — простой официант. Оставшись без богатого спутника, рассерженная Ирэн вынуждена уехать в Ниццу. Но Жан следует за ней, так как влюблен в неё. Пытаясь отделаться от него, Ирэн провоцирует его на дорогие покупки и он, из любви к ней, платит за её прихоти, даже за совершенно неоправданные. Его денег не хватает даже на неделю, и Ирэн бросает его со счётом за номер в отеле, за который Жан не в силах заплатить. Но тут он знакомится с состоятельной женщиной старше него — Мадлен — которая хочет иметь милого спутника. Она оплачивает его долги. В это же время в этом же отеле Ирэн находит нового богатого ухажёра, Жилля. Случайно встретив Жана с Мадлен, она испытывает ревность, но ситуация её явно интересует. Поэтому она учит Жана трюкам, которые сама проворачивает с мужчинами — например, как получить от Мадлен новые дорогие часы и даже мотоцикл. Жан и Ирэн продолжают тайно встречаться, и однажды, пока они целуются на балконе, их видит Жилль. Пока днём Ирэн наслаждается отдыхом у бассейна, он в ярости блокирует её карты и доступ к номеру — в результате чего у неё остаётся лишь полотенце и купальник, надетый на ней. В отчаянии Ирэн обращается за помощью к Жану, и тот продаёт часы. Мадлен расстроена этим фактом, но Жан дарит ей серьги, и та тут же оттаивает.
Вечером в отеле Ирэн видит своего прежнего ухажёра, Жака, с новой пассией — девушкой по имени Агнес. Она решает, что это её шанс на спасение, и уговаривает Жана помочь ей вновь завоевать Жака. План в том, чтобы представить Жана перед Агнес, как человека ещё богаче Жака, чтобы она переключила внимание на него. Жан соглашается и флиртует с Агнес, и это замечает Мадлен, которая оскорбляется и грубо бросает его. Но ему удаётся убедить Агнес в том, что он на самом деле — принц, и девушка считает что поймала в силки более удачную добычу. Между тем, Ирэн уже удаётся завоевать внимание Жака, но она видит Жана с Агнес, то понимает, что любит его и ревнует. Она бежит к Жану и признаётся ему в любви, тем самым давая ему понять, что оставляет свой стиль жизни в прошлом.
Фильм заканчивается сценой едущих на мотоцикле Жана и босоногой Ирэн, обнимающей его за талию. Они направляются в Италию.

## В ролях
| Актёр             | Роль                         |
| ----------------- | ---------------------------- |
| Одри Тоту         | Ирен                         |
| Гад Эльмалех      | Жан                          |
| Вернон Добчефф    | Жак                          |
| Мари-Кристин Адам | Мадлен                       |
| Жак Списсер       | Жилль                        |
| Аннелиз Эсме      | Агнес                        |
| Лоран Кларе       | сомелье бара Биарриц         |
| Жан де Конинк     | мужчина с сигарой            |
| Шарлотта Вермейл  | дама с чихуахуа              |
| Клодин Башет      | дама с догом                 |
| Бландин Пелиссье  | горничная                    |
| Дидье Брайс       | Франсуа                      |
| Фредерик Боке     | сотрудник гостиницы в Монако |
| Жан-Мишель Лами   | пластический хирург          |
| Гийом Вердье      | Смотритель бассейна          |

## Место съёмок
Сцены фильма были сняты во французском Биаррице и в гостинице Отель-дю-Пале на этом курорте, а также в Отеле-де-Пари в Монако. Сцена прощания Жана и Ирен снималась в Сан-Тропэ. Съемки проходили в сентябре 2005 года.

## Музыка к фильму
- Trüby Trio с Буйкой — «Jaleo»
- Джейми Лиделл — «What’s the Use»
- Сара Воан — «Whatever Lola Wants»
- MFSB — «Cheaper to Keep Her»
- Оскар Браун мл. — «Brother Where Are You»
- Дон Эллис и его оркестр — «Alone»
- Гай Педерсен и Раймон Гийо — «Amour Délices et Contrebasse»
- Уинстон Макануфф и Оркестр Базба — «Sort Me Out»
- Lyrics Born и др — «Calling Out»
- Гаудио, Боб, Кру, Боб — «Can’t Take My Eyes Off You»